# Dropia, Constanța
Dropia este un sat în comuna Tortoman din județul Constanța, Dobrogea, România. Se mai numește și Derinchioi (în turcă Derinköy). La recensământul din 2002 avea o populație de 80 locuitori.